# Another Year of Disaster
Another Year of Disaster är post-hardcore-bandet Adepts första album som släpptes 2009. Den första singeln från albumet är Sound the Alarm och den gavs ut i februari samma år. Till låten gjordes även en musikvideo som publicerades på bandets Myspace 6 maj samma år.

## Låtlista
1. The Business Of Living
2. Shark! Shark! Shark!
3. Sound The Alarm
4. At Least Give Me My Dreams Back, You Negligent Whore!
5. Caution! Boys Night Out!
6. The Ballad Of Planet Earth
7. Let's Celebrate, Gorgeous! (You Know Whose Party This Is)
8. Grow Up, Peter Pan!
9. An Era Of Treachery
10. Everything Dies